# Ferula negevensis
Ferula negevensis är en flockblommig växtart som beskrevs av Michael Zohary. Ferula negevensis ingår i släktet stinkflokesläktet, och familjen flockblommiga växter. Inga underarter finns listade i Catalogue of Life.